# Visionary (Star Trek: Deep Space Nine)
"Visionary" és el dissetè episodi de la tercera temporada de la sèrie de televisió de ciència-ficció estatunidenca Star Trek: Deep Space Nine, el 63è de tota la sèrie. Originalment es van emetre en redifusió a partir del 27 de febrer de 1995. La història va ser escrita per John Shirley, mentre que l'episodi va ser dirigit per Reza Badiyi i la banda sonora va ser creada per Jay Chattaway.
Ambientada al segle XXIV, la sèrie segueix les aventures a Espai Profund 9, una estació espacial situada prop d'un forat de cuc estable entre els Quadrants Alfa i Gamma de la Via Làctia, prop del planeta Bajor, mentre els bajorans es recuperen d'una brutal ocupació de dècades pels imperialistes cardassians. En aquest episodi, el cap d’operacions d’Espai Profund 9 Miles O'Brien comença a tenir visions del futur després d'un accident, mentre que una delegació de l'Imperi Romulà visita l'estació.
Quan es va emetre "Visionary" el 1995, va obtenir qualificacions de 7,9 i tercer lloc en la seva ranura horària. Això va estar en línia amb bona part de les valoracions de la temporada 3, que van variar entre sis i nou punts de Nielsen al llarg de la seva carrera (d’octubre de 1994 a juliol de 1995). Aquest va ser un moment popular per a la franquícia, amb Star Trek: Generations estrenada als cinemes el novembre de 1994 i Star Trek: Voyager estrenada el gener de 1995.

## Argument
Una delegació romulana visita Espai Profund 9 per rebre intel·ligència sobre el Domini promès per la Flota Estel·lar. L’asssumpte es complica per la presència a l'estació d'una tripulació de Klíngons, una altra raça alienígena amb història de males relacions amb els romulans.
El cap O'Brien, com a efecte secundari inesperat de l'exposició a la radiació, comença a experimentar salts en el temps, cada cinc hores cap al futur. És testimoni d'una baralla de bar, en la qual salva el seu futur de ser apunyalat per klíngons. En un altre salt de temps, veu el seu futur assassinat per una explosió en un passadís a prop de les estances dels romulans. En tornar del salt de temps, informa de l'incident; La investigació resultant detecta la trampa instal·lada pels klíngons, provocant l’arrest de Klíngons, impedint l’explosió de la que va ser testimoni O'Brien.
En un altre salt de temps, és testimoni de la destrucció de l'estació. Se sotmet deliberadament a més radiacions per tal de canviar el temps només tres hores cap al futur per tal de veure exactament què provoca la destrucció: una nau de guerra romulana camuflada es desclou i comença a disparar a l'estació. Després d’explicar-li el seu futur sobre la seva missió, mor d’intoxicació per radiació. El futur O'Brien torna a temps per avisar el comandant Sisko sobre la trama dels romulans. Sisko, especulant que els romulans pretenen destruir l'estació i el forat de cuc per tal de tallar més contacte amb el Quadrant Gamma, apunta les armes de l'estació a la nau camuflada i expulsa els delegats romulans de l'estació.
Més tard, O'Brien utilitza el seu coneixement limitat del futur per molestar al famolenc  de beneficis Quark.

## Actors convidats
- Jack Shearer - Ruwon
- Annette Helde - Karina
- Ray Young - Morka
- Bob Minor - Bo'rak
- Dennis Madalone - Atul

## Recepció
El 2018, Comic Book Resources va classificar "Visionary" el 13è millor episodi de viatges en el temps a Star Trek , destacant-lo com a 'aparador' per a O'Brien i anomenant la trama 'intrigant'.
Escrivint per Tor.com el 2013, Keith DeCandido va donar a l'episodi una crítica mixta, amb una qualificació de sis de deu: va elogiar els retrats del personatge i les connexions de l'episodi a les més grans arcs de trama de Deep Space Nine , però va criticar la relació de la trama amb tecnoxerrameca.

## Llançaments
Aquest episodi es va publicar a Laserdisc al Japó el 2 d'octubre de 1998, a la col·lecció de mitja temporada 3rd Season Vol. 2. El conjunt incloïa episodis de "Destiny" a "The Adversari" en discos òptics de 12 polzades de doble cara; el conjunt de caixa tenia un temps d'execució total de 552 minuts i incloïa pistes d'àudio en anglès i japonès.
L'episodi es va publicar en vídeo casolà per Paramount en VHS (número de catàleg) VHR 4143, combinat amb "Distant Voices".